# نادي ياغودينا
نادي ياغودينا لكرة القدم (بالصربية: Фудбалски клуб Јагодина) هو نادي كرة قدم محترف من مدينة ياغودينا في صربيا، يلعب حالياً في دوري الدرجة الثانية. تأسس سنة 1919 بعد أشهر وجيزة من نهاية الحرب العالمية الأولى. بعد العديد من التغييرات التي طرأت على إسمه واندماج العديد من الأندية، تم إنشاء الاسم الحالي في عام 1962.

## الإنجازات
- دوري السوبر الصربي:
  - المركز الثالث (1): 2014
- كأس صربيا:
  - البطل (1): 2013
  - الوصيف (1): 2014
- دوري الدرجة الثانية – القسم الشرقي:
  - البطل (1): 2007

### في المنافسات الأوروبية
تأهل النادي إلى الدوري الأوروبي ثلاثة مرات على التوالي (2012–13، 2013–14، 2014–15).
| الموسم  | المسابقة        | المرحلة               | النادي        | نتيجة الإياب | نتيجة الذهاب | النتيجة الإجمالية |
| ------- | --------------- | --------------------- | ------------- | ------------ | ------------ | ----------------- |
| 2012–13 | الدوري الأوروبي | الدور التأهيلي الأول  | أورداباسي     | 0–1          | 0–0          | 0–1               |
| 2013–14 | الدوري الأوروبي | الدور التأهيلي الثاني | روبين كازان   | 2–3          | 0–1          | 2–4               |
| 2014–15 | الدوري الأوروبي | الدور التأهيلي الثاني | سي إف آر كلوج | 0–1          | 0–0          | 0–1               |

## وصلات خارجية
- الموقع الرسمي